# Mendel (Mondkrater)
Mendel ist ein großer Einschlagkrater auf der Mondrückseite. 
Mendel liegt im Süden der erdabgewandten Seite des Mondes, südwestlich des Mare Orientale, nordöstlich des Kraters Lippmann. Der Krater ist stark erodiert und teilweise von Auswürfen des Mare Orientale überlagert. Die Entstehungszeit wird der nektarischen Periode zugerechnet, könnte aber noch älter sein. Jüngeren Ursprungs, nämlich aus der früh-imbrischen Periode, ist der direkt im Südosten angrenzende Nebenkrater J (siehe unten). Mendel hat einen Zentralberg, der sich über gut 33 km erstreckt.
Der Krater wurde 1970 von der Internationalen Astronomischen Union offiziell nach dem Genetiker und Naturforscher Gregor Mendel benannt.

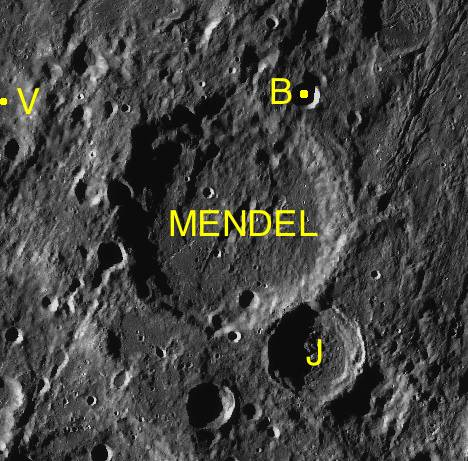
Mendel mit seinen Nebenkratern

Mendel hat drei Nebenkrater:
| Buchstabe | Position            | Durchmesser | Link |
| --------- | ------------------- | ----------- | ---- |
| B         | 46,52° S, 107,66° W | 17 km       |      |
| J         | 51,51° S, 107,2° W  | 58 km       |      |
| V         | 46,55° S, 116,72° W | 61 km       |      |